# Vox Feminae
K-zona (poznatija kao Vox Feminae ili samo Vox) udruga je osnovana 2005. godine sa sjedištem na zagrebačkoj Trešnjevci, punog naziva 'Prostor rodne i medijske kulture K-zona'. 
Od 2018. godine udruga vodi i Društveno kulturni centar 'Šesnaestica'.  

## VoxFeminae.net
Povremeno organizira i edukaciju za web novinare od koji neki postaju i suradnici.
Portal VoxFeminae pridružio se potpisivanju Sporazuma o prihvaćanju smjernica Medijskog kodeksa Pravobraniteljice za ravnopravnost spolova.

### Nagrada: Strašne žene
Portal VoxFeminae.net i društveno poduzeće Fierce Women su u 2020. godini dodijelile nagradu ‘Strašnim ženama’ za doprinos rodnoj ravnopravnosti, pravednosti i socijalnoj pravdi u Hrvatskoj. Nakon javnog poziva za nominacije nagradu su dobile 5 'strašnih' žena i heroina kroz međunarodni projekt WoW - Žene o ženama: Branka Bakšić Mitić, Tatjana Bračanov, Dana Budisavljević, Nora Krstulović i Maja Mamula.
Za 2021. kroz javni poziv prijavljiivane su i pojedinke i incijative. Dobitnice su: pravnica Antonija Petričušić, novinarka Maja Sever, spisateljica Monika Herceg, odvjetnica Zrinka Bojanić i tim Zagrebačkog psihološkog društva.

## Vox Feminae Festival
Vox Feminae Festival je međunarodni transdisciplinarni festival suvremene umjetnosti, urbane, alternativne kulture i rodnih pitanja te rodno osviještenog društvenog angažmana. Utemeljen je 2006. godine s ciljem povećanja vidljivosti stvaralaštva žena kroz međunarodni natjecateljski filmski program, izložbe i performanse te radionice i druge edukativne sadržaje.  Teme uključuju rodnu ravnopravnost, stvaralaštvo i postignuća žena, nestereotipne rodne uloge i odnose te feminističke i LGBTIQ teme. Festival je u 2020. godini prvi put organiziran isključivo online zbog pandemije.

## Mreže i šire djelovanje
K-zona je članica je velikog broja mreža, platformi i zadruga, uključujući Saveza udruga Klubtura, Saveza udruga Operacija grad, Hrvatskog filmskog saveza, ILGA EUROPE, Gendernet, Zadruge za etično financiranje i drugih. 
Regionalni portal gendernet piše: "Udruga K-zona, osnovana 2005, teži samokritičnom, samosvjesnom, nesebičnom društvu bez binarnih okvira, granica i diskriminacije, a zajednica za koju se zalaže podrazumijeva potpunu ekonomsku, kulturnu, medijsku i pravnu ravnopravnost."

## Vanjske poveznice
- Vox Feminae portal
- Društveno kulturni centar Šesnaestica
- Projekt Žene o ženama